# Patrick Brey

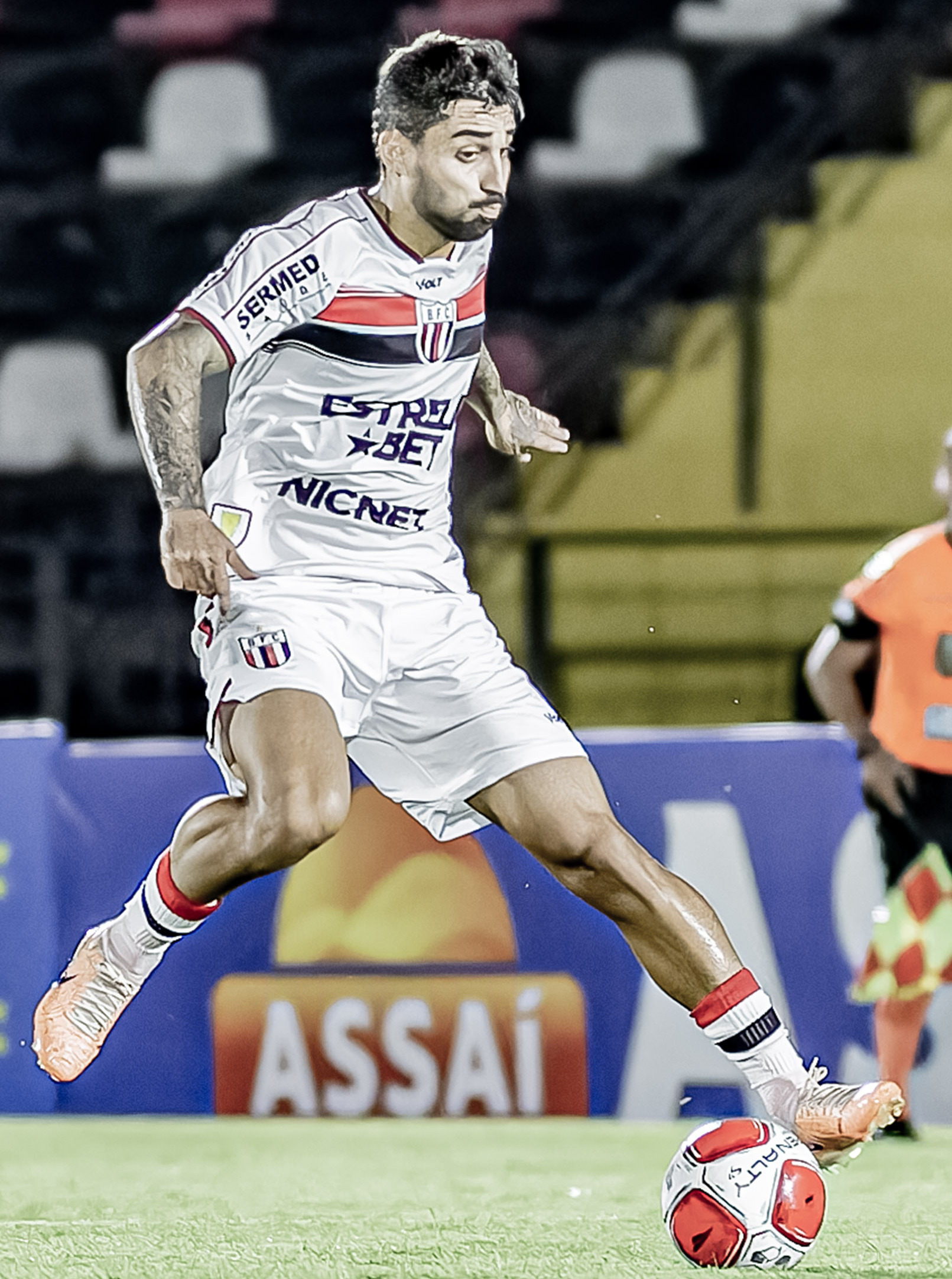
Brey em 2024

Patrick de Carvalho Brey, mais conhecido como Patrick Brey (Brasília, 5 de junho de 1997), é um futebolista brasileiro que atua como lateral-esquerdo. Atualmente defende o Novorizontino.

## Carreira

### Vila Nova
Patrick Brey começou sua carreira no Vila Nova. Patrick estreou pelo Vila Nova em 6 de julho de 2015, no empate por 0–0 contra o Confiança do Sergipe, válido pelo Campeonato Brasileiro Série C, entrando aos 30' do segundo tempo.

### Goiânia
Em julho de 2017, após não ser utilizado em 2017, Patrick Brey foi emprestado ao Goiâniaaté o término da Divisão de Acesso. 

### Tupi
Após seu empréstimo acabar, em dezembro de 2017, Patrick foi contratado pelo Tupi. Patrick estreou pelo Tupi em 24 de janeiro de 2018, na derrota por 2–0 contra o América Mineiro, pelo Campeonato Mineiro, jogando durante toda a partida.

### Cruzeiro
Em abril de 2018, após se destacar muito no Campeonato Mineiro de 2018, o Cruzeiro contratou Patrick. Brey estreou pelo Cruzeiro em 14 de junho de 2018, no empate de 0–0 contra o Paraná, válido pelo Campeonato Brasileiro, entrando aos 12' do segundo tempo.

### Coritiba
Em 30 de janeiro de 2019, sem espaço no Cruzeiro, foi emprestado ao Coritiba até o final da Série B de 2019.Patrick Brey estreou pelo Coritiba em 10 de março de 2019, na vitória por 4–0 contra o Cianorte, pelo Campeonato Paranaense de 2019.

## Títulos
Vila Nova
- Campeonato Brasileiro - Série C: 2015
- Campeonato Goiano - Segunda Divisão: 2015

Tupi
- Campeonato Mineiro do Interior: 2018

Cruzeiro
- Copa do Brasil: 2018

CSA
- Campeonato Alagoano: 2021

Paysandu
- Copa Verde: 2022